# Castelnuovo Belbo
Castelnuovo Belbo (piemontiul: Castelneuv Belb, helyi nyelvjárásban: Castaunòv Berb) település Olaszországban, Piemont régióban, Asti megyében. Lakosainak száma 822 fő (2023. január 1.). Castelnuovo Belbo Bruno, Incisa Scapaccino, Mombaruzzo, Nizza Monferrato és Bergamasco községekkel határos.

## Népesség
A település lakossága az elmúlt években az alábbi módon változott:
| Lakosok száma | 871  | 859  | 822  |
|               | 2017 | 2018 | 2023 |